# 九二式重轰炸机
九二式重型轰炸机是20世纪30年代由日本陆军研发的重型轰炸机。原型机编号为Ki-20。该机通称为九二式重爆或九二重爆。
本机原型为德国容克斯G.38大型客机。日本买下了该机生产权并由三菱重工负责该机的设计建造工作。
该机是当时世界上首屈一指的大飞机，其翼展甚至超过了后续美国波音研发的B-29重型轰炸机，也是当时日本飞机中的最大者。但是，随着设计制造工作的拖延，该机逐渐落伍，后来没有参与任何实战行动就退出现役了。

## 研发背景与过程
在20世纪20年代末，出于将来进攻菲律宾的考虑，日本陆军提出了一种可从台湾起飞攻击美军科雷希多岛基地的远程轰炸机计划。而且，日本也获得了其假想敌苏联正在研发重型轰炸机（图波列夫 TB-4）的情报。在此推动下，陆军命令三菱重工着手开展大型轰炸机的研发工作。
然而，当时日本的航空技术水準仍无法达到自主研制远程高承载量飞机的要求。因此，三菱重工在1928年从德国买入了当时最大的单翼陆基飞机——容克斯G.38客机的制造许可，并以此作为自己研制同类机型的直接参考资料。此外，部分来自容克斯的设计师和熟练技工被日本聘请，在日本陆军的监督指导下开展绝密开发工作。
该型机1号和2号原型机的主要零部件都要向容克斯方面进口，日本方面主要进行组装生产工作。该型机3号机和后续同型机则尽量使用日本自产零件来代替进口件，提升国产化率摆脱对进口件的依赖。

## 已完成的原型机
1号机于1931年 (昭和6年) 完成后首飞。机身部分除飞行和武器装备外均与容克斯 G.38相似。基于容克斯G.38独特的飞翼构型，本机拥有宽大厚重的主翼。这使得主翼内的乘客可以自由行动，机组成员也能在飞行途中对引擎及油箱进行检修工作。本机机身及主翼外表覆有波浪形杜拉铝蒙皮。航空炸弹挂载于机身与主翼下方。自卫武器设置在机头，机身上方和各发动机短舱上下。机身前部左右均配备一座固定式起落架，机尾配有尾轮。在机尾，三片式垂尾与平尾共同构成一箱型结构。
陆军要求该型机的自卫武器射界可以充分覆盖各方，为此该机在机身上部装备了一门由厄利空AL型改良而来的九四式旋回机炮和在四个发动机短舱上下共装备8挺7.7mm八九式旋回机枪。
该型机的引擎选用了当时的大马力引擎——容克斯L88（额定功率800hp）。为提升安全性，改善油耗，5号机和6号机配备了同样由容克斯研发的 Jumo 204 柴油发动机（额定功率720hp）。但这对于25吨重的本机而言仍显得动力不足（最高速度仅200km/h）。另外，巨大的机体给起降带来了前所未有的麻烦，在降落阶段驾驶员难以判断起落架是否完全着地。本机在实际应用中也存在各种各样的问题。后来在5号机制造过程中，其所在的工厂发生火灾，而后5号机连同未完成的6号机被停止建造。已完成的原型机也没有参与任何实战，一直在日本本土和满洲进行飞行试验。三菱在本机的制造过程中积累了大量关于大飞机研发制造的宝贵经验。
本机巨大的机体对敌方有极强的威慑力，曾被计划用于对美国的战事中。日本陆军利用该型机进行宣传行动。在1940年（昭和15年）1月的阅兵式中，3架该型机进行了宣传飞行。当时的杂志对此进行大幅报道使该机被广大民众所得知。在此之后，该机也在航空国防博览会等场所亮相。日本战败时，还有1架该型机被保管在位于所泽的航空纪念馆中。